# Pedro Romana

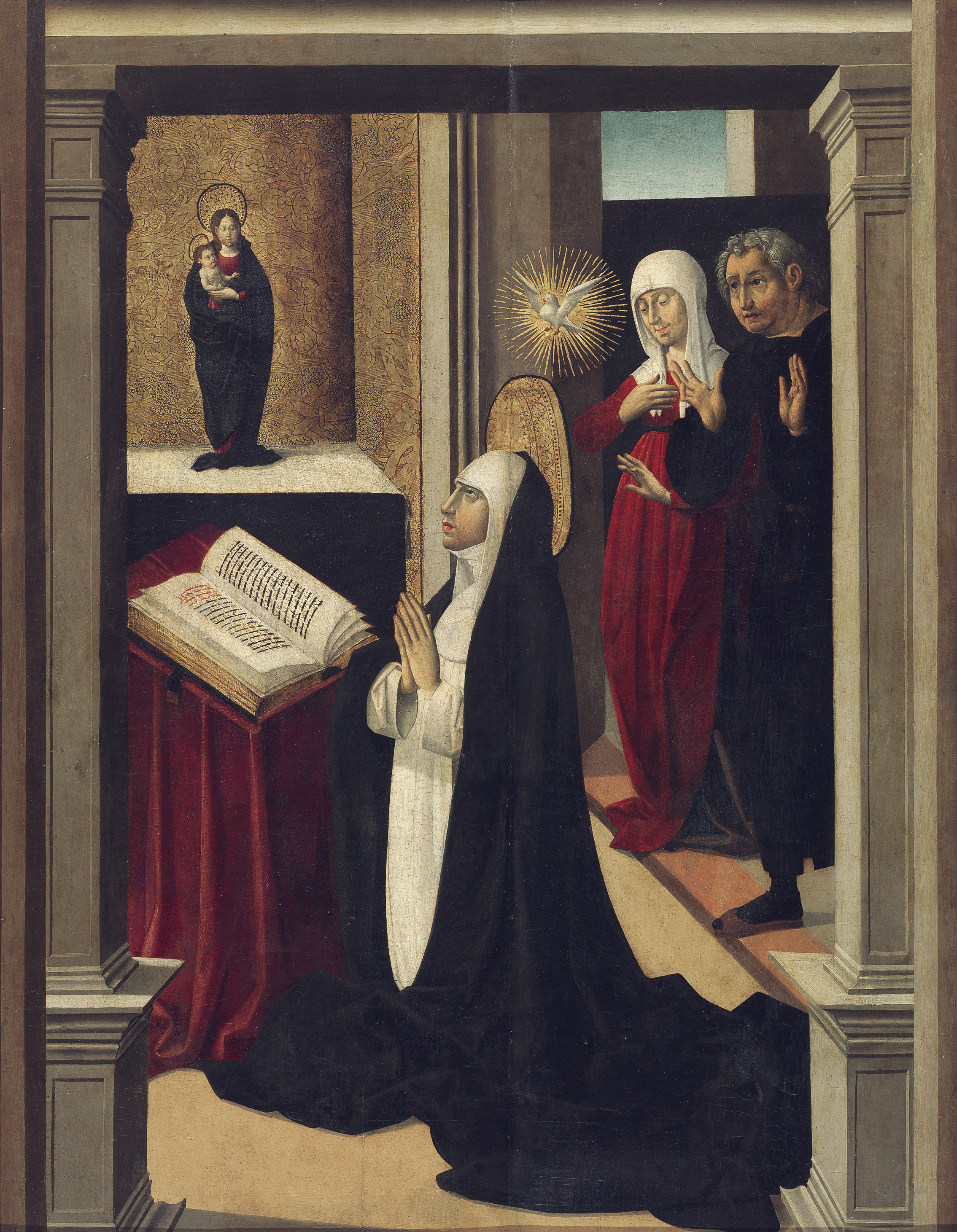
Vocación de Santa Catalina de Siena, óleo sobre tabla, 95 x 72 cm. Madrid, Museo del Prado.

Pedro Romana ( c. 1460-1529) fue un pintor renacentista español activo en Córdoba.

## Biografía
Nacido probablemente en Córdoba, allí se le documenta a partir de 1488, fecha en la que contrató junto con Luis Fernández la pintura del retablo mayor de la iglesia de San Agustín. Perdidas estas pinturas, como sus restantes obras documentadas, su estilo se ha podido reconstruir merced a la única obra firmada que se conoce: la Adoración de los Reyes del retablo de San Andrés de la iglesia parroquial de Espejo. Las influencias de la pintura cuatrocentista italiana que se manifiestan en esta tabla, junto con el interés por las amplias arquitecturas clasicistas, pudiera explicarse por la influencia de Alejo Fernández, llegado a Córdoba hacia 1496, cuyo estilo traduce Romana con cierta sequedad. Son esas características las que han permitido atribuirle algunas otras tablas, entre las que destaca la Virgen con el Niño del Museo de Bellas Artes de Córdoba, entronizada y enmarcada por un arco que le sirve para centrar la escena a la vez que evoca connotaciones triunfales.
En la pintura y dorado del retablo de Espejo, destinado a la capilla de Gonzalo Ruiz de Lucena, cuyas obras se dieron por concluidas en 1504, es probable, en opinión de Diego Angulo Íñiguez, que colaborase con otro maestro, no identificado. Ejemplo de esa colaboración proporciona un documento de cesión, fechado en octubre de 1522, por el que traspasaba a Pedro Fernández la cuarta parte de la pintura y dorado del retablo de la parroquial de Morente. De este retablo se conservan cuatro tablas en el Palacio Episcopal: Anunciación, Nacimiento del Niño Jesús, Adoración de los Reyes Magos y Martirio de San Sebastián, que por su estilo próximo al del retablo de Espejo se consideran obras de Romana.
Metido en negocios, en 1528 fue encarcelado por deudas, de las que se hizo cargo su cuñado, el pintor Pedro Anzures, quien le había salido también fiador en el caso de otra deuda, que había contraído por la renta de un cortijo, por valor de 31 fanegas de cebada y 16 de trigo.
En 1529 había fallecido, pues consta que en ese año su viuda, Catalina Fernández, y su hijo, Pedro Fernández Romana, liquidaron lo que le correspondía de un retablo que, a su muerte, tenía contratado por 39.000 reales con la iglesia de El Carpio, si bien dos quintas partes de la obra se las había cedido a su cuñado y otra quinta parte había dado a Luis Fernández.